# Csillagvirág
A csillagvirág (Scilla) a spárgafélék (Asparagaceae) családjába és a csillagvirágformák (Scilloideae) alcsaládba tartozó nemzetség. Nagyjából 90 faj tartozik a nemzetséghez. Hagymás, évelő növények. Virágaik általában kék színűek, de fehér, lila és rózsaszín virágú fajok, alfajok és változatok is léteznek. A legtöbb faj kora tavasszal virágzik, néhány viszont őszi virágzású.

## Előfordulásuk
A nemzetség képviselői Eurázsia és Afrika területén honosak.

## Rendszertan
Jelenleg 81 elfogadott név található a szakirodalomban:
- Scilla achtenii
- Scilla albanica
- Scilla amoena – kedves csillagvirág[4]
- Scilla andria
- Scilla antunesii
- Scilla arenaria
- Scilla begoniifolia
- Scilla benguellensis
- Scilla berthelotii
- Scilla bifolia – kétlevelű csillagvirág[4]
- Scilla bithynica – fekete-tengeri csillagvirág[4]
- Scilla bulgarica
- Scilla bussei
- Scilla chlorantha
- Scilla ciliata
- Scilla cilicica – cilíciai csillagvirág[4]
- Scilla congesta
- Scilla cretica
- Scilla cydonia
- Scilla dimartinoi
- Scilla dualaensis
- Scilla engleri
- Scilla flaccidula
- Scilla forbesii - anatóliai hófény
- Scilla gabunensis
- Scilla gracillima
- Scilla haemorrhoidalis
- Scilla hildebrandtii
- Scilla huanica
- Scilla hyacinthoides – jácintképű csillagvirág[4]
- Scilla ingridiae
- Scilla jaegeri
- Scilla katendensis
- Scilla kurdistanica
- Scilla lakusicii
- Scilla latifolia
- Scilla laxiflora
- Scilla ledienii
- Scilla leepii
- Scilla libanotica
- Scilla lilio-hyacinthus
- Scilla litardierei – balkáni csillagvirág,[4] réti csillagvirág[4]
- Scilla lochiae
- Scilla luciliae - fehérszemű hófény
- Scilla lucis
- Scilla madeirensis
- Scilla melaina
- Scilla merinoi
- Scilla mesopotamica
- Scilla messeniaca
- Scilla mischtschenkoana – tavasznyitó csillagvirág[4]
- Scilla monanthos
- Scilla monophyllos – egylevelű csillagvirág[4]
- Scilla morrisii – Morris-csillagvirág[4]
- Scilla nana
- Scilla nervosa
- Scilla odorata
- Scilla oubangluensis
- Scilla paui
- Scilla peruviana – kúpos csillagvirág[4]
- Scilla petersii
- Scilla platyphylla
- Scilla ramburei
- Scilla reuteri
- Scilla rosenii – kaukázusi csillagvirág[4]
- Scilla sardensis
- Scilla schweinfurthii
- Scilla seisumsiana
- Scilla siberica – bókoló csillagvirág[4]
- Scilla simiarum
- Scilla sodalicia
- Scilla spetana – nadapi csillagvirág,[4] Speta-csillagvirág[4]
- Scilla tayloriana
- Scilla textilis
- Scilla uyuiensis
- Scilla verdickii
- Scilla verna – tavaszi csillagvirág,[4] apró csillagvirág[4]
- Scilla villosa
- Scilla voethorum
- Scilla welwitschii
- Scilla werneri

### Vitatott fajok, szinonimák, fajon belüli taxonok
A Scilla nemzetség képviselőinek nevezéklistája összesen legalább 587 nevet tartalmaz a szakirodalomban. Ide tartoznak a szinonimák, az infraspecifikus (fajon belüli) csoportok (alfajok, változatok) és a vitatott vagy nem besorolt leírások is.
Ilyen például:
- bükki csillagvirág (Scilla buekkensis) - alfajként: Scilla drunensis ssp. buekkensis.

A ligeti csillagvirág (Scilla vindobonensis) egyes álláspontok szerint a kétlevelű csillagvirág (Scilla bifolia) egy-két alakváltozata (Scilla bifolia var. rubra, illetve Scilla bifolia var. alba)